# Stenus bifoveolatus
Stenus bifoveolatus es una especie de escarabajo del género Stenus, familia Staphylinidae. Fue descrita científicamente por Gyllenhal en 1827.
Habita en Reino Unido, Suecia, Noruega, Finlandia, Alemania, Austria, Países Bajos, Luxemburgo, Estonia, Rusia, Francia, Irlanda, Polonia, Italia, Ucrania, Bélgica, Suiza y Dinamarca.